# Козырев, Александр Сергеевич (ВНИИЭФ)
Александр Сергеевич Козырев (23 апреля 1917, Петроград — 21 января 2000) — советский физик, специалист в области газодинамики и разработки взрывчатых веществ, лауреат Сталинской премии и Ленинской премии (1966), основатель нового научного направления «газодинамический термоядерный синтез» (ГДТС).
В 1936 г. поступил на физфак Ленинградского государственного университета, в 1939 г. перевёлся на инженерно- физический факультет Ленинградского политехнического института, который окончил в 1941 г. с отличием.
Его первое изобретение относилось к оборонной тематике, в августе 1941 года оно было принято, и для его внедрения автора направили в распоряжение инженерного управления Северного фронта.
В 1942 г. работал инженером-исследователем на заводе № 309 Наркомата боеприпасов (НКБ) в городе Чапаевск. С 1942 по 1945 г. старший инженер, начальник производственного отдела, начальник цеха, начальник центральной заводской лаборатории завода № 386 НКБ в Новосибирске.
После войны вернулся в Ленинград и возглавил IV отдел Специального конструкторского технологического бюро № 5 (СКТБ-5) при заводе № 5.
Написал и 25 апреля 1947 года направил в правительство техническое описание на 95 страницах из двух частей:
- Практический метод получения сверхвысоких температур и давлений при помощи сферического детонационного концентратора энергии и импульса взрыва «СДКЭ».
- О возможности применения СДКЭ для освобождения внутриядерной энергии путём осуществления теплового ядерного взрыва тяжёлого водорода.

В начале февраля 1948 года направлен в КБ-11 (ВНИИЭФ), в то время — «Объект» п/я 975, город Саров. Работал старшим инженером сначала в конструкторском отделе, затем в отделе В. С. Комелькова (создание системы инициирования заряда из взрывчатых веществ для первого советского заряда РДС-1).
Указом Президиума Верховного Совета СССР от 29 октября 1949 г. награждён орденом Ленина — за участие в разработке проверенной системы инициирования заряда из взрывчатых веществ и конструкции аппаратуры и системы автоматического зажигания для первой атомной бомбы, испытанной в 1949 г.
В 1953—1963 гг. начальник газодинамического отдела и отдела разработки ВВ для ЯЗ, в 1963—1977 гг. начальник лаборатории, в 1977—1982 гг. начальник отдела, в 1982—1986 гг. начальник лаборатории.
Кандидат технических наук по специальности «Физика взрыва» (1958).
Лауреат Сталинской премии (1955) и Ленинской премии (1966).
С 1986 года на пенсии. Скоропостижно умер 21 января 2000 года.
Сочинения:
- Газодинамический термоядерный синтез = Gas-dynamic thermonuclear fusion / А.С. Козырев. - Саров : РФЯЦ-ВНИИЭФ, 2005 (Саров : РФЯЦ-ВНИИЭФ). - 144 с. : ил., табл.; 25 см.

Жена — Элеонора Анатольевна Козырева (28.12.1927 — 31.12.2003) — в КБ-11 с 1952 г., кандидат химических наук (1971), Лауреат Государственной премии СССР (1978).